# Herrenmühle (Annaberg)
Die Herrenmühle war die älteste und bedeutendste Mühle der Stadt Annaberg im Erzgebirge.

## Geographische Lage
Die Mühle gehörte seit 1856 zu Frohnau, lag zuvor jedoch innerhalb der Flurgrenzen Annabergs. An ihrer Stelle wurde nach 1900 das städtische Elektrizitätswerk errichtet.

## Geschichte
Die Mühle hatte mindestens das gleiche Alter wie der angeblich 1436 errichtete Frohnauer Hammer. Ein Balken in der Mahlstube trug die Zeichen M.C.40, was als 1140 gedeutet wurde. Ein derart hohes Alter ist jedoch zweifelhaft.
Die Mühle war zeitweilig Sitz der Herrschaft Pöhlberg, die 1414 für 14000 Groschen aus dem Besitz der Meißner Burggrafen an die Markgrafen von Meißen gelangte. Zu dieser Herrschaft, dem späteren Mühlenamt Annaberg gehörten die Dörfer Frohnau, Dörfel, Rückerswalde, Geyersdorf und die Hälfte von Tannenberg. Das Mühlenamt war Bestandteil der Herrschaft Hartenstein.
Am 15. April 1553 verlieh Kurfürst Moritz von Sachsen die Herrenmühle mit den genannten Dörfern dem Rat der Stadt Annaberg, der eine Pacht von 15 000 Gulden entrichten musste. Da sich der Rat beim Kurfürsten über sinkende Einnahmen der Mühle beschwerte, ordnete dieser am 24. Februar 1559 an, dass im Umkreis von 2 Meilen keine weitere Mahlmühle errichtet werden durfte.
Am Ostersonntag 1900 brannte das Gebäude der Herrenmühle bis auf die Grundmauern nieder. Nach dem Wiederaufbau in völlig veränderter Gestalt erwarb sie 1907 der Stadtrat C. Schmidt, der das Grundstück der Stadt zur Errichtung eines Elektrizitätswerkes anbot. 1908/09 erfolgte der Umbau. Nachdem ein neues Umspannwerk am Annaberger Gärtnerweg errichtet worden war, erfolgte der Verkauf des Grundstücks an die Firma Rasmussen.